# Paula Cole
Paula Cole (Rockport, 5 d'abril de 1968) és una cantautora estatunidenca. Es va revelar mundialment amb el seu èxit "Where Have All the Cowboys Gone?" que va figurar entre els 10 primers èxits del Billboard Hot 100 el 1997. L'any següent es va endur el premi Grammy al millor nou artista.
Després de cridar l'atenció per les seves actuacions com a vocalista a Secret World Tour de Peter Gabriel entre 1993 i 1994, va llançar el seu primer àlbum, Harbinger, que va patir una manca de promoció quan el segell, Imago Records, va plegar poc després del seu llançament. El seu segon àlbum, This Fire (1996), va obtenir el seu reconeixement mundial, arribant al número 20 de la llista d'àlbums Billboard 200 i produint dos senzills d'èxit, el triple nominat als Grammy "Where Have All the Cowboys Gone?", i "I Don't Want to Wait", que es va utilitzar com a cançó temàtica de la sèrie de televisió En Dawson creix.
El seu tercer àlbum, Amen de 1999, va marcar una sortida estilística important per a Cole, i això va alienar molts dels seus antics fans; les vendes de l'àlbum van ser decebedores en comparació amb les vendes multi-Platí del seu esforç anterior. Des de llavors ha publicat diversos àlbums més, inclosos els d'influència jazzística Courage (2007) i Ithaca (2010), que van marcar un retorn al seu so folk-rock de la dècada de 1990. El seu llançament més recent es va titular American Quilt i va sortir el maig del 2021. A més de gravar i actuar, Cole també treballa a la facultat del Berklee College of Music des del 2013.

## Anys de joventut
Cole es va criar a Rockport, Massachusetts, Estats Units; la seva mare, Stephanie Cole, una artista de mitjans mixts, era professora d'art a l'escola primària, i el seu pare, Jim Cole, era professor de biologia i ecologia al "Salem State College", i tocava el baix a la banda de polka "Johnny Prytko and the Connecticut Hi-Tones". La seva germana gran Irene tocava el piano.
Va assistir a Rockport High School on va ser presidenta de la seva classe superior i va actuar en produccions teatrals escolars com South Pacific. Aleshores, Cole va assistir al "Berklee College of Music" de Boston, on va estudiar cant de jazz i improvisació amb Bob Stoloff. Va cantar estàndards de jazz en salons i discoteques. El segell de jazz GRP Records li va oferir un contracte discogràfic, però va decidir rebutjar-lo.
Després de graduar-se a Berklee, es va traslladar a San Francisco i va començar a treballar en idees de cançons. Va viure amb tres companys d'habitació i menjava escàs, construint el seu estudi a casa i anotant idees de cançons, inclosa una que més tard es va convertir en "Where Have All the Cowboys Gone?" Impressionant el president del segell Terry Ellis amb les seves actuacions de demostració, va signar amb el seu Imago Records el 1992, i va ser entrenat pel veterà director de l'artista John Carter en el projecte de l'àlbum que es convertiria en Harbinger.

## Carrera

### 1993–1998: Harbinger and This Fire
Cole va obtenir la seva primera gran oportunitat professional quan va ser convidada a actuar al Secret World Tour de Peter Gabriel de 1993-94. Per reemplaçar a Sinéad O'Connor que va abandonar la gira, Gabriel va buscar a Cole per recomanació del seu enginyer d'estudi Kevin Killen. Va deixar un missatge de contestador automàtic per a ella al seu apartament a San Francisco, i immediatament va volar a Mannheim, Alemanya, per al seu únic assaig amb Gabriel, poc abans d'actuar davant 16.000 persones.
Cole es va unir a les dues últimes etapes de la gira Secret World' de Peter Gabriel de 1993–94. Un vídeo del concert es va rodar pocs dies després que Cole s'unís a la gira. El vídeo es va publicar com a Secret World Live, amb Cole cobrint totes les principals veus femenines i va aparèixer en duets amb Gabriel, especialment les cançons "Don't Give Up" on va cantar la part que Kate Bush va gravar amb Gabriel el 1986, i "Blood of Eden" gravada per Gabriel i Sinéad O'Connor el 1992. La pel·lícula va rebre el premi Grammy de 1996 al millor vídeo musical de format llarg. Cole també va ser la vocalista principal de Secret World Live, l'àlbum d'àudio que documentava la gira. La gira va donar a Cole exposició internacional així com experiència actuant en un gran escenari. La seva actuació va obtenir grans elogis: en una revisió retrospectiva, PopMatters va escriure que Cole era "una de les estrelles reals" de la gira, que va manejar fàcilment les parts de Kate Bush i que era "potser una vocalista superior" a Sinéad. O'Connor.
Poc després de la gira, Cole va llançar el seu primer àlbum Harbinger el 1994. Va aparèixer amb Melissa Etheridge per cantar un duet a VH1. Imago Records va deixar de negociar uns mesos després de sortir l'àlbum. El 1995, Cole va signar amb Warner Bros. Records. Warner va reeditar Harbinger a la tardor de 1995.
Harbinger va incloure cançons sobre els pensaments personals de Cole sobre la discriminació i la infelicitat. L'obra d'art adjunta presentava fotografies de Cole amb un tallat de cabells curt infantil, amb roba com una desudadora negra, botes de combat i un anell al nas. L'etiqueta Imago plegada i la promoció de Harbinger va ser limitada, afectant les seves vendes. Es va publicar un senzill, "I Am So Ordinary", amb un vídeo en blanc i negre que reflectia l'art de l'àlbum.
A finals de 1996, Cole va llançar el seu segon àlbum a Warner, This Fire, que va ser totalment autoproduït. El senzill debut de l'àlbum, "Where Have All the Cowboys Gone?", va ocupar el número 8 de la llista de pop de la revista Billboard. El següent senzill "I Don't Want to Wait" va arribar al número 11, la seva popularitat reforçada pel seu ús com a tema principal de la sèrie dramàtica per a adolescents Dawson's Creek que va debutar més d'un any després de l'àlbum. El senzill "Me" (núm. 35 Airplay Chart) també va ser llançat com a senzill només per a la ràdio. El títol "Hush, Hush, Hush", un duet amb Peter Gabriel, parla de la sida i d'un jove que mor als braços reconfortants del seu pare. "Feelin' Love" va ser un senzill que es va incloure a la banda sonora de City of Angels.
Cole va ser una artista destacada a la Lilith Fair de Sarah McLachlan durant l'any del seu prototip, 1996, i per a les principals gires de 1997 i 1998. Va ser nominada a diversos premis Grammy el 1997. Entre ells hi havia "Productora de l'any" (Cole va ser la tercera dona que ha estat nominada en aquesta categoria després de Janet Jackson el 1990 i Mariah Carey el 1992); ella no va guanyar, però sí que va guanyar "Millor artista nou" aquell mateix any.

### 1999–2006: Amen, pausa i maternitat
Cole va fer una pausa per criar la seva filla, Sky. El 1999 Cole va llançar Amen amb la recentment formada "Paula Cole Band". El senzill debut de l'àlbum "I Believe In Love" inicialment no va ser un èxit, però el productor Jonathan Peters va remezclar en una cançó de ball d'èxit. La cançó "Be Somebody" va ser presentada i interpretada per Paula i la banda a P3 a l'exitós programa de televisió Charmed l'any 2000. L'àlbum, que va tenir aparicions com a convidat de DJ Premier i fan de Cole de llarga data, Tionne Watkins, va incloure alguns R&B i hip-hop. influències però no va aconseguir l'èxit de This Fire. Es va gravar un quart disc amb Hugh Padgham però el segell es va negar a publicar-lo; el 2005 Cole va penjar una de les cançons, "Singing Out My Life", al seu propi lloc web per fer sentir el seu so. També va gravar una cançó anomenada "It's My Life" durant aquestes sessions, que es pot escoltar als anuncis d'automòbils Mercury. Cole també va gravar a casa una cançó que protestava contra el president Bush i la Guerra de l'Iraq titulada "My Hero, Mr. President!", que va publicar al seu lloc web.

### 2007–2013: Courage, Ithaca i Raven
Cole va tornar al juny de 2007 amb el seu quart àlbum d'estudi Courage, que va ser publicat per Decca Records i produït per Bobby Colomby als Capitol Studios a Hollywood.
El cinquè àlbum d'estudi de Cole, Ithaca, va ser llançat el 21 de setembre de 2010. Ella va escriure i coproduir totes les cançons de l'àlbum. Cole diu que "representa aquesta fortalesa interior i el viatge en què he estat".
Raven és el sisè àlbum d'estudi de Cole. Va ser finançat per una campanya de Kickstarter que es va desenvolupar del 22 de setembre al 29 d'octubre de 2012 i va recaptar 75.258 dòlars. L'àlbum va ser llançat el 23 d'abril de 2013 amb el seu segell 675. Cole va escriure les 11 cançons de l'àlbum, incloses dues de principis de la seva carrera, "Imaginary Man" i "Manitoba". La seva mare havia guardat aquestes cançons en cintes de casset. La major part de l'àlbum es va gravar en una setmana en un graner de Massachusetts. Entre els músics hi havia el coproductor/baterista Ben Wittman, el guitarrista Kevin Barry i el baixista Tony Levin. Ha treballat amb Wittman i Barry des dels 19 anys.

### 2014–2018: This Bright Red Feeling i Ballads
7 és el setè àlbum d'estudi de Cole publicat el 23 de març de 2015, a través del lloc web de Cole i a altres punts de venda de música digital el 10 d'abril de 2015. En paraules de Cole, és 
| « | "una col·lecció de cançons que van sorgir de sobte i amb urgència. Les cançons exigien ser escrit i publicat, com si el meu subconscient necessités arribar a mi, per dir-me què pensava de tot el que estava passant. He gravat aquest disc en directe, com un quartet acústic. Sona com un àlbum suau i amb ànima fet al La dècada de 1960 i les cançons parlen per elles mateixes." | » |

 Cole va anunciar que vendria el seu nou àlbum en directe This Bright Red Feeling exclusivament en CD als espectacles en directe i al seu lloc web, amb la intenció de posar-lo en línia per a la venda digital aviat. L'àlbum és una gravació del seu espectacle en directe a la ciutat de Nova York l'1 de maig de 2016, però també inclou re-enregistraments de dos dels seus èxits comercials més importants. El títol de l'àlbum prové d'una lletra de la seva cançó Tiger.
Cole va anunciar un nou projecte de Kickstarter el 16 de juny de 2016 per a un àlbum d'estudi de covers, Ballads. Va recaptar 76.899 dòlars. L'àlbum es va publicar l'11 d'agost de 2017. El primer senzill, una versió de "God Bless the Child" de Billie Holiday, va ser llançat l'1 de juny.

### 2019–act.: Revolution i Quilt
Paula Cole va llançar el seu novè àlbum d'estudi, Revolution, el 13 de setembre de 2019 a 675 Records.Un article de The Independent ha afirmat que Paula publicarà un nou àlbum d'estudi, el 2021, titulat American Quilt. El mateix article detallava problemes de transmissió amb Dawson's Creek i l'omissió inicial de "I Don't Want To Wait" com a tema original. Aparentment, tot el problema es redueix als diners i es va intentar estalviar costos a Warner Bros Television. Paula va anunciar el gener de 2021 que s'ha arribat a un "acord verbal" per a l'ús de la versió regravada de Cole del tema, extreta de This Bright Red Feeling. Aquest àlbum es va publicar el 2021.

## Altres activitats
Cole va interpretar un conjunt de dues hores al "Berklee Performance Center" de Boston, Massachusetts el 16 de febrer de 2007, durant el qual va estrenar diverses cançons del seu proper quart àlbum d'estudi, Courage. El conjunt va començar amb una versió de piano solista de "Where Have All the Cowboys Gone?", que va ser reproduïda per la banda completa cap al final del concert. La seva actuació va ser revisada favorablement a "The Boston Globe" el 19 de febrer de 2007. El març de 2007, la seva pàgina oficial de MySpace va previsualitzar tres noves cançons de Courage: "Comin' Down", "El Greco" i el primer senzill de l'àlbum, titulat "14".
Cole és membre de l'organització benèfica canadenca "Artists Against Racism", i va treballar amb ells en un anunci de servei públic de ràdio.
El 10 de juliol de 2007, Cole va cantar "God Bless America" durant el tram de la setena entrada de l'All-Star Game de la Major League Baseball 2007. A l'agost, Cole va fer una gira amb Mandy Moore, tocant a llocs de mida mitjana a l'oest dels Estats Units.
El 17 de juny de 2008, va cantar "The Star-Spangled Banner" al joc 6 de la final de l'NBA a Boston. L'agost de 2008 i 2009, Cole va continuar fent gira i promocionant el seu CD Courage.

## Vida personal
Des del 2013, Cole forma part de la facultat de veu del Berklee College of Music mentre continua una activa carrera d'interpretació.

## Discografia
Àlbums d'estudi
- Harbinger (1994 – Imago/Warner Bros. Records)
- This Fire (1996 – Imago / Warner Bros.)
- Amen (1999 – Imago / Warner Bros.)
- Courage (2007 – Decca)
- Ithaca (2010 – Decca)
- Raven (2013 – 675 Records)
- 7 (2015 – 675 Records)
- Ballads (2017 – 675 Records)
- Revolution (2019 – 675 Records)
- American Quilt (2021 – 675 Records, distribution through Renew Records, BMG)[31]

Àlbum en directe
- This Bright Red Feeling (2016 – 675 Records)

### Singles
| 1994                                                              | "I Am So Ordinary"                 | —  | —  | —  | —  | —  | —  | —  | 42 | —  | Harbinger |
| 1997                                                              | "Where Have All the Cowboys Gone?" | 8  | 27 | 4  | 32 | 10 | 5  | 32 | 7  | 15 | This Fire |
| 1997                                                              | "I Don't Want to Wait"             | 11 | 3  | 1  | —  | —  | 5  | 27 | 5  | 43 | This Fire |
| 1998                                                              | "Me"                               | —  | —  | 17 | —  | —  | 25 | —  | 20 | —  | This Fire |
| 1999                                                              | "I Believe in Love"                | —  | —  | 22 | —  | 18 | 39 | —  | 37 | —  | Amen      |
| 2000                                                              | "Be Somebody"                      | —  | —  | —  | —  | —  | —  | —  | —  | —  | Amen      |
| 2000                                                              | "Amen"                             | —  | —  | —  | —  | —  | —  | —  | —  | —  | Amen      |
| 2007                                                              | "14"                               | —  | —  | —  | —  | —  | —  | —  | —  | —  | Courage   |
| 2007                                                              | "Comin' Down"                      | —  | —  | —  | —  | —  | —  | —  | —  | —  | Courage   |
| 2010                                                              | "Music in Me"                      | —  | —  | —  | —  | —  | —  | —  | —  | —  | Ithaca    |
| 2013                                                              | "Eloise"                           | —  | —  | —  | —  | —  | —  | —  | —  | —  | Raven     |
| 2017                                                              | "God Bless the Child"              | —  | —  | —  | —  | —  | —  | —  | —  | —  | Ballads   |
| "—" per llançaments que no van arribar a aparèixer en les llistes |                                    |    |    |    |    |    |    |    |    |    |           |

## Premis i nominacions
| Any  | Associació                   | Categoria                           | Obra nominada                      | Resultat  |
| ---- | ---------------------------- | ----------------------------------- | ---------------------------------- | --------- |
| 1997 | Billboard Music Awards       | Top Adult Top 40 Artist             | Paula Cole                         | Nominat   |
| 1997 | Billboard Music Video Awards | FAN.tastic Video                    | "Where Have All the Cowboys Gone?" | Nominat   |
| 1997 | MTV Video Music Awards       | Best Female Video                   | "Where Have All the Cowboys Gone?" | Nominat   |
| 1998 | 40th Grammy Awards           | Record of the Year                  | "Where Have All the Cowboys Gone?" | Nominat   |
| 1998 | 40th Grammy Awards           | Song of the Year                    | "Where Have All the Cowboys Gone?" | Nominat   |
| 1998 | 40th Grammy Awards           | Best Female Pop Vocal Performance   | "Where Have All the Cowboys Gone?" | Nominat   |
| 1998 | 40th Grammy Awards           | Album of the Year                   | This Fire                          | Nominat   |
| 1998 | 40th Grammy Awards           | Best Pop Vocal Album                | This Fire                          | Nominat   |
| 1998 | 40th Grammy Awards           | Best New Artist                     | Paula Cole                         | Guanyador |
| 1998 | 40th Grammy Awards           | Producer of the Year, Non-Classical | Paula Cole                         | Nominat   |
| 1998 | Boston Music Awards          | Act of the Year                     | Paula Cole                         | Guanyador |
| 1998 | Boston Music Awards          | Outstanding Female Vocalist         | Paula Cole                         | Guanyador |
| 1998 | Boston Music Awards          | Single of the Year                  | "Where Have All The Cowboys Gone?" | Guanyador |
| 1998 | Boston Music Awards          | Outstanding Song/Songwriter         | "I Don't Want To Wait"             | Guanyador |
| 1999 | Boston Music Awards          | Act of the Year                     | Paula Cole                         | Nominat   |
| 1999 | BMI Pop Awards               | Award-Winning Song                  | "I Don't Want to Wait"             | Guanyador |